# Volodymyr Zatonsky
 (juin 2022).
Volodymyr Petrovitch Zatonsky (ukrainien : Володи́мир Зато́нський, russe : Влади́мир Петро́вич Зато́нский Vladimir Petrovitch Zatonski ; 27 juillet 1888 — 29 juillet 1938) est un homme politique soviétique, universitaire, militant du Parti communiste, membre à part entière de l'Académie des sciences de la RSS d'Ukraine (à partir de 1929) et de l'Académie des sciences de l'Union soviétique (en) (à partir de 1936).